# Droga krajowa 4
Die Droga krajowa 4 (kurz DK4, pol. für ,Nationalstraße 4‘ bzw. ,Landesstraße 4‘) ist eine Landesstraße in Polen. Sie führte als Teil des III. paneuropäischen Verkehrskorridors, ein Bestandteil des bedeutenden Verkehrsweges von der deutschen Grenze bis zur Ukraine und wurde auf ihrer gesamten Strecke von der Europastraße 40 begleitet. In ihrer ursprünglichen Streckenführung als durchgehende West-Ost-Achse wurde sie inzwischen komplett durch die Autobahn A4 ersetzt. Nach der Fertigstellung der Autobahn A4 besteht nur noch ein kurzer Teil unmittelbar vor der ukrainischen Grenze.

## Geschichte
Der zwischen Krakau und der heutigen ukrainischen Grenze gelegene Teil der späteren DK4 gehörte bis 1918 zum österreichischen Kronland Galizien und war ein Abschnitt der sogenannten Krakauer Reichsstraße. Diese war eine wichtige Ost-West-Verbindung innerhalb des Habsburgerreiches und verband die Städte Krakau und Lemberg. Aufgrund ihrer großen strategischen Bedeutung wurde sie ab 1779 unter der Regierung von Joseph II. zur Chaussee ausgebaut. Innerhalb von zehn Jahren war der Straßenbau von Schlesien bis zur russischen Grenze bei Brody vollendet. In den Anfangsjahren wurden Soldaten und bezahlte Arbeiter zum Straßenbau eingesetzt, danach wurden die Anwohner zur Fronarbeit verpflichtet.
1893 gab es 26 Mautstationen auf der 400 km langen Strecke zwischen Teschen und Lemberg.
Diese Straße wurde durch das polnische Straßengesetz vom 10. Dezember 1920 zur Staatsstraße (pol.: Droga państwowa) erklärt.
1985 wurde das polnische Straßennetz neu geordnet. Die bisherigen Staatsstraßen (pol.: Drogi państwowe) wurden in Landesstraßen (pol.: pl. Drogi krajowe; sing. Droga krajowa) umbenannt und neu nummeriert. Die Straße von Görlitz nach Lemberg (im Gebiet des Deutschen Reichs bis 1945 großenteils Reichsstraße 5, westlich von Prochowice Reichsstraße 115) wurde ab 1986 als Droga krajowa 4 bezeichnet.

## Verkehrssicherheit

Zeichen für einen „Schwarzen Punkt“

Die Straße hatte mehrere sogenannte Schwarze Punkte (poln.: czarne punkty; singular czarny punkt). Dies waren Stellen, an welchen es besonders häufig zu Unfällen kommt. Sie befanden sich bei Skorogosz, Brzeg, Krapkowice, Rzezawa und Targowisko. Die Aufstellung der Schwarzen Punkte begann 1998. Bereits ab 2003 wurden aufgrund mangelnder Aufmerksamkeit der Fahrer keine neuen Schilder mehr aufgestellt. Im Gegensatz dazu wurde das Programm Drogi Zaufania (dt. etwa „Vertrauensstraßen“) von der GDDKiA ausgearbeitet. Im Rahmen dieses Programmes erfolgten ab 2008 auf Stellen mit erhöhter Unfallgefahr entlang der Landesstraße verschiedene Maßnahmen zur Verkehrssicherheit. Beispielsweise wurden neue Kreuzungen mit Ampeln zur Verlangsamung des Verkehrs gebaut, neue Fußgängerüberwege eingerichtet und Gehwege dazugebaut.